# Canottaggio ai Giochi della XXXII Olimpiade - 2 di coppia femminile
La gara del 2 di coppia femminile dei Giochi della XXXII Olimpiade si è svolta tra il 23 e il 28 luglio 2021. Hanno partecipato 13 equipaggi.
La gara è stata vinta dall'equipaggio rumeno composto da Ancuta Bodnar e Simona Radiș.

## Formato
La competizione si è svolta su tre turni, in ognuno dei quali i primi tre classificati di ogni batteria avanzano al turno successivo. Gli equipaggi eliminati al primo turno competono in una batteria di ripescaggio, la quale qualifica altri tre equipaggi al secondo turno.
Gli equipaggi eliminati nelle semifinali hanno partecipato alla Finale B.

## Programma
| Data           | Ora (UTC+9) | Turno          |
| -------------- | ----------- | -------------- |
| 23 luglio 2021 | 11:00       | Batterie       |
| 24 luglio 2021 | 09:00       | Ripescaggi     |
| 25 luglio 2021 | 12:20       | Semifinali A/B |
| 28 luglio 2021 | 08:10       | Finale B       |
| 28 luglio 2021 | 09:18       | Finale A       |

## Risultati

### Batterie
| Pos. | Atleti                                     | Nazione       | Tempo   | Note  |
| ---- | ------------------------------------------ | ------------- | ------- | ----- |
| 1    | Brooke Donoghue Hannah Osborne             | Nuova Zelanda | 6:53.62 | S A/B |
| 2    | Kristina Wagner Genevra Stone              | Stati Uniti   | 6:55.65 | S A/B |
| 3    | Helene Lefebvre Elodie Ravera-Scaramozzino | Francia       | 6:57.83 | S A/B |
| 4    | Shuangmei Shen Xiaoxin Liu                 | Cina          | 7:03.78 | R     |
| 5    | Kristyna Fleissnerova Lenka Antosova       | Rep. Ceca     | 7:05.56 | R     |

| Pos. | Atleti                                    | Nazione | Tempo   | Note  |
| ---- | ----------------------------------------- | ------- | ------- | ----- |
| 1    | Ancuta Bodnar Simona Radiș                | Romania | 6:49.79 | S A/B |
| 2    | Gabrielle Smith Jessica Sevick            | Canada  | 6:57.69 | S A/B |
| 3    | Alessandra Patelli Chiara Ondoli          | Italia  | 6:59.58 | S A/B |
| 4    | Ekaterina Pitirimova Ekaterina Kurochkina | ROC     | 7:03.96 | R     |

| Pos. | Atleti                             | Nazione     | Tempo   | Note  |
| ---- | ---------------------------------- | ----------- | ------- | ----- |
| 1    | Roos de Jong Lisa Scheenaard       | Paesi Bassi | 6:49.90 | S A/B |
| 2    | Donata Karaliene Milda Valčiukaitė | Lituania    | 6:50.38 | S A/B |
| 3    | Amanda Bateman Tara Rigney         | Australia   | 6:53.30 | S A/B |
| 4    | Annekatrin Thiele Leonie Menzel    | Germania    | 6:59.61 | R     |

### Ripescaggio
| Pos. | Atleti                                    | Nazione   | Tempo   | Note  |
| ---- | ----------------------------------------- | --------- | ------- | ----- |
| 4    | Ekaterina Pitirimova Ekaterina Kurochkina | ROC       | 7:13.77 | S A/B |
| 2    | Annekatrin Thiele Leonie Menzel           | Germania  | 7:14.92 | S A/B |
| 3    | Kristyna Fleissnerova Lenka Antosova      | Rep. Ceca | 7:16.96 | S A/B |
| 1    | Shuangmei Shen Xiaoxin Liu                | Cina      | 7:21.93 | EL    |

### Semifinali
| Pos. | Atleti                                    | Nazione       | Tempo   | Note |
| ---- | ----------------------------------------- | ------------- | ------- | ---- |
| 1    | Ancuta Bodnar Simona Radiș                | Romania       | 7:04.31 | FA   |
| 2    | Brooke Donoghue Hannah Osborne            | Nuova Zelanda | 7:09.05 | FA   |
| 3    | Donata Karaliene Milda Valčiukaitė        | Lituania      | 7:11.29 | FA   |
| 4    | Alessandra Patelli Chiara Ondoli          | Italia        | 7:19.25 | FB   |
| 5    | Kristyna Fleissnerova Lenka Antosova      | Rep. Ceca     | 7:24.22 | FB   |
| 6    | Ekaterina Pitirimova Ekaterina Kurochkina | ROC           | 7:24.37 | FB   |

| Pos. | Atleti                                     | Nazione     | Tempo   | Note |
| ---- | ------------------------------------------ | ----------- | ------- | ---- |
| 1    | Roos de Jong Lisa Scheenaard               | Paesi Bassi | 7:08.09 | FA   |
| 2    | Gabrielle Smith Jessica Sevick             | Canada      | 7:09.44 | FA   |
| 3    | Kristina Wagner Genevra Stone              | Stati Uniti | 7:11.14 | FA   |
| 4    | Helene Lefebvre Elodie Ravera-Scaramozzino | Francia     | 7:12.68 | FB   |
| 5    | Amanda Bateman Tara Rigney                 | Australia   | 7:15.25 | FB   |
| 6    | Annekatrin Thiele Leonie Menzel            | Germania    | 7:20.44 | FB   |

### Finali
| Pos. | Atleti                                     | Nazione   | Tempo   | Note |
| ---- | ------------------------------------------ | --------- | ------- | ---- |
| 7    | Amanda Bateman Tara Rigney                 | Australia | 6:57.71 |      |
| 8    | Helene Lefebvre Elodie Ravera-Scaramozzino | Francia   | 6:58.52 |      |
| 9    | Alessandra Patelli Chiara Ondoli           | Italia    | 6:58.88 |      |
| 10   | Kristyna Fleissnerova Lenka Antosova       | Rep. Ceca | 6:59.19 |      |
| 11   | Annekatrin Thiele Leonie Menzel            | Germania  | 7:01.21 |      |
| 12   | Ekaterina Pitirimova Ekaterina Kurochkina  | ROC       | 7:01.21 |      |

| Pos.    | Atleti                             | Nazione       | Tempo   | Note |
| ------- | ---------------------------------- | ------------- | ------- | ---- |
| Oro     | Ancuta Bodnar Simona Radiș         | Romania       | 6:41.03 |      |
| Argento | Brooke Donoghue Hannah Osborne     | Nuova Zelanda | 6:44.82 |      |
| Bronzo  | Roos de Jong Lisa Scheenaard       | Paesi Bassi   | 6:46.73 |      |
| 4       | Donata Karaliene Milda Valčiukaitė | Lituania      | 6:47.44 |      |
| 5       | Kristina Wagner Genevra Stone      | Stati Uniti   | 6:52.98 |      |
| 6       | Gabrielle Smith Jessica Sevick     | Canada        | 6:53.19 |      |